# Saison 10 du Disney Parade
Chronologie
Saison 9 Saison 11
Voici le détail de la dixième saison de l'émission Disney Parade diffusée sur TF1 du 7 septembre 1997] au 30 août 1998.

## Animateurs et fiche technique

### Les animateurs
Tout au long de son existence l’émission a eu de manière quasi-ininterrompue deux animateurs. Ce tandem fille/garçon reposait au cours de cette saison sur :
- Jean-Pierre Foucault
- Mélanie (animatrice)

### Fiche de l'émission
- Réalisation : Laurent Villevielle
- Production : Gérard Louvin
- Société de production : Buena Vista Television

## Courts-métrages classiques diffusés
- Mickey Mouse
- Donald Duck
- Dingo
- Pluto
- Silly Symphonies

### Liste des courts-métrages classiques
Les dessins animés de l’émission étaient annoncés dans la rubrique Télé Disney du Journal de Mickey.
Voici une liste non exhaustive de ces derniers :
- Un dessin animé avec Mickey (émission du 7 septembre 1997)
- Les Trois Petits Cochons (film) (émission du 14 septembre 1997)
- Donald capitaine des pompiers (émission du 21 septembre 1997)
- L'Ange gardien de Donald (émission du 28 septembre 1997)
- Donald joue au golf (émission du 5 octobre 1997)
- Un dessin animé avec Donald (émission du 12 octobre 1997)
- L'Arche de Noé (émission du 19 octobre 1997)
- La Poule aux œufs d'or (Donald Duck) (émission du 26 octobre 1997)
- Dingo et Wilbur (émission du 2 novembre 1997)
- La petite maison (émission du 9 novembre 1997)
- Le planeur de Dingo (émission du 16 novembre 1997)
- Tends la patte (émission du 23 novembre 1997)
- Le miel de Donald (émission du 30 novembre 1997)
- Leçon de ski (émission du 7 décembre 1997)
- Champion de Hockey (émission du 14 décembre 1997)
- Les Alpinistes (émission du 21 décembre 1997)
- L'histoire d'Anybourg (émission du 28 décembre 1997)
- Dingo détective (émission du 4 janvier 1998)
- Donald décorateur (émission du 11 janvier 1998)
- Papa canard (émission du 18 janvier 1998)
- Un dessin animé avec Donald (émission du 25 janvier 1998)
- Un dessin animé avec Dingo (émission du 1er février 1998)
- Un dessin animé avec Dingo (émission du 8 février 1998)
- Donald amoureux (émission du 15 février 1998)
- Dingo va à la chasse (émission du 22 février 1998)
- Donald gagne le gros lot (émission du 1er mars 1998)
- Pluto postier (émission du 8 mars 1998)
- Un dessin animé avec Dingo (émission du 15 mars 1998)
- Pluto et l'Armadillo (émission du 22 mars 1998)
- Un dessin animé avec Donald (émission du 5 avril 1998)
- Pluto et son instinct (émission du 19 avril 1998)
- Pluto fait ses achats (émission du 3 mai 1998)
- Le Retour de Toby la tortue (émission du 17 mai 1998)
- Donald le riveur (émission du 24 mai 1998)
- Un dessin animé avec Donald (émission du 31 mai 1998)
- Donald forestier (émission du 7 juin 1998)
- Tic et Tac au Far west (émission du 21 juin 1998)
- Un dessin animé avec Dingo (émission du 5 juillet 1998)
- Un dessin animé avec Dingo (émission du 19 juillet 1998)
- Le procès de Donald (émission du 26 juillet 1998)
- Un dessin animé avec Donald (émission du 2 août 1998)
- Pluto chien de berger (émission du 9 août 1998)
- Mickey et le Phoque (émission du 16 août 1998)
- Un dessin animé avec Donald (émission du 23 août 1998)
- Un dessin animé avec Dingo (émission du 30 août 1998)

## Le Monde Merveilleux de Walt Disney
Le contenu du Monde merveilleux de Walt Disney était annoncé dans la rubrique Télé Disney du Journal de Mickey.
Voici une liste non exhaustive de ces derniers :

### Liste des épisodes de séries
- Troisième partie de Les voyageurs de l'infini (émission du 7 septembre 1997)
- Quatrième partie de Les voyageurs de l'infini (émission du 14 septembre 1997)
- Première partie de Projet exil (émission du 21 septembre 1997)
- Seconde partie de Projet exil (émission du 28 septembre 1997)
- Première partie de L'enfant miracle (émission du 5 octobre 1997)
- Seconde partie de L'enfant miracle (émission du 12 octobre 1997)[1]
- Première partie de Le chat Pacha (émission du 19 octobre 1997)
- Seconde partie de Le chat Pacha (émission du 26 octobre 1997)
- Fantôme pour rire (émission du 2 novembre 1997)
- Première partie de Un vrai petit génie (émission du 9 novembre 1997)
- Seconde partie de Les inséparables (émission du 16 novembre 1997)
- L'épisode la valse des violoncelles de Un vrai petit génie (émission du 23 novembre 1997)
- Quatrième partie de Un vrai petit génie (émission du 30 novembre 1997)
- Première partie de Une maman pour Noël (émission du 7 décembre 1997)
- Seconde partie de Une maman pour Noël (émission du 14 décembre 1997)
- Winnie l'Ourson : Noël à l'unisson, Un Sommeil d'ours et Donald bagarreur (émission du 21 décembre 1997)
- Un nouveau cadeau de Noël Disney (émission du 28 décembre 1997)
- Première partie de Le monstre de la baie des fraises (émission du 4 janvier 1998)
- Seconde partie de Le monstre de la baie des fraises (émission 11 janvier 1998)
- Première partie de Doublement votre (émission du 18 janvier 1998)
- Seconde partie de Doublement vôtre (émission du 25 janvier 1998)
- Première partie de Des témoins encombrants (émission du 1er février 1998)
- Seconde partie de Des témoins encombrants (émission du 8 février 1998)
- Bonne Saint Valentin Mickey (émission du 15 février 1998)
- Muncey et compagnie (émission du 22 février 1998)
- Première partie de Ti top et Jim jam (émission du 1er mars 1998)
- Seconde partie de Tip Top et Jim Jam (émission du 8 mars 1998)
- Première partie de La montagne du courage (émission du 15 mars 1998)
- Seconde partie de La montagne du courage (émission du 22 mars 1998)
- Le secret de la mine abandonnée (émission du 5 avril 1998)
- Les Aventures de Mickey (émission du 19 avril 1998)
- Première partie de Chips chien de combat (émission du 26 avril 1998)
- Seconde partie de Chips chien de combat (émission du 3 mai 1998)
- Première partie de Le ciel est la limite (émission du 10 mai 1998)
- Seconde partie de Le ciel est la limite (émission du 17 mai 1998)
- La légende de Mafatu (émission du 24 mai 1998)
- Première partie de Le retour de Tom Sawyer et Huckelberry Finn (émission du 31 mai 1998)
- Seconde partie de Le retour de Tom Sawyer et Huckelberry Finn (émission du 7 juin 1998)
- Un épisode de Un vrai petit génie (émission du 21 juin 1998)
- Un épisode de Un vrai petit génie (émission du 5 juillet 1998)
- Un épisode de Un vrai petit génie (émission du 19 juillet 1998[2])
- Un épisode de Un vrai petit génie (émission du 26 juillet 1998[3])
- Un épisode de Un vrai petit génie (émission du 2 août 1998)
- Un épisode de Un vrai petit génie (émission du 9 août 1998)
- Un épisode de Un vrai petit génie (émission du 16 août 1998)
- Un épisode de Un vrai petit génie (émission du 23 août 1998)
- Un épisode de Un vrai petit génie (émission du 30 août 1998)